# Dubai Darts Masters 2016
De Dubai Darts Masters 2016 was de derde editie van de Dubai Darts Masters. Het toernooi was onderdeel van de World Series of Darts. Het toernooi werd gehouden van 26 tot 27 mei 2016 in het Dubai Tennis Centre, Dubai. Michael van Gerwen was de titelverdediger, en haalde voor het vierde jaar op rij de finale. Echter, hierin verloor van Gerwen met 11-9 van de Schot Gary Anderson, die daarmee het toernooi voor de eerste keer won.

## Deelnemers
In tegenstelling tot andere World Series of Darts toernooien, doen er in de Dubai Darts Masters geen regionale qualifiers mee. Het deelnemersveld bestaat hier dan ook slechts uit 8 spelers, in plaats van de gebruikelijke 16 deelnemers in de andere World Series of Darts toernooien. De deelnemers waren:
- Michael van Gerwen
- Gary Anderson
- Phil Taylor
- Adrian Lewis
- Peter Wright
- James Wade
- Dave Chisnall
- Raymond van Barneveld